# Magali Herrera
Magali Herrera   (Rivera, 7 de juny de 1914 - 30 de setembre de 1992) va ser un artista autodidacta uruguaiana que va escriure, ballar, actriu i realitzadora pel·lícules, a més de produir l'obra de pintures d'Utopies, per la qual és coneguda.

## Biografia
Magali Herrera va néixer el 1914 a Rivera (Uruguai), en una família local notable. Va ser una autodidacta que va treballar en diverses disciplines abans de crear les obres visuals per les quals és coneguda.
Va ser una escriptora precoç de poemes i històries, que mai no es van publicar, i va escriure també per a diversos diaris, treballant com a periodista. Li agradava organitzar vetllades de poesia i va tenir amistat amb la coneguda poetessa uruguaiana Juana de Ibarbourou.
Va començar a pintar de manera intermitent a principis de la dècada del 1950, però no va ser fins al 1965, després d'un període de depressió severa, que va començar a pintar regularment. Aquesta activitat es va convertir en el centre de la seva existència amb períodes d'intens treball creatiu durant els quals pintaria dia i nit.
La depressió, de tant en tant intensa que resultava en intents de suïcidi, va continuar al llarg de la seva vida, i el 1992 es va llevar la seva pròpia vida.

## Col·leccions i exhibicions
L'obra de Magali Herrera es troba principalment al museu Collection de l'Art Brut a Lausana (Suïssa). Les seves obres han estat presentades a les exposicions de la Col·lecció de l'Art Brut, incloses una retrospectiva de 1996 i la Biennal Art Brut II: Arquitectures, el 2015 per a la qual es va produir un catàleg que l'acompanyava a l'exposició Architecture: Art Brut the Collection, publicat per 5 Continents Editions. Una selecció de la seva obra va ser presentada per Galerie Christian Berst a l'Art Paris del 2010. El 2015 la seva obra es va incloure a l'exposició Le Cahier Dessiné a l'Halle Saint-Pierre de París.

## Reconeixements
El 1967, mentre viatjava amb el seu marit, va completar dos dibuixos a París que va mostrar al reconegut pintor i mecenes de molts creadors d'Art Brut, Jean Dubuffet. Dubuffet va comprar de seguida les obres. L'interès de Dubuffet va comportar altres compres; el director de Plaisir de France, Claude Fregnac, va comprar dues peces i l'autor Michel Tapié també va adquirir obra.